# Hillbilly

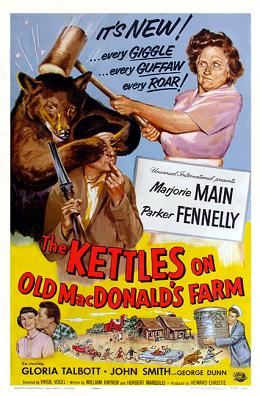
Locandina del film The Kettles on Old MacDonald's Farm (1957) che raffigura molti stereotipi sugli hillbilly

Hillbilly è un termine dispregiativo con cui si indicano le persone che risiedono nelle aree rurali e montuose degli Stati Uniti d'America, come la Virginia, i monti Appalachi, giudicate arretrate e violente. Sebbene venga spesso usato con un'accezione negativa, il termine ha anche assunto una valenza positiva per chi vuole farvi riferimento come a individui indipendenti e autosufficienti, che resistono alla modernizzazione della società. Secondo gli studiosi, la doppia valenza di significato della parola "hillbilly" riflette le identità etniche divise dell'America bianca.

## Etimologia
Gli studiosi sostengono che il termine "hillbilly" abbia origine dal dialetto scozzese. Il termine "hill-folk" si riferiva a persone che preferivano l'isolamento ai contesti sociali, mentre "billy" significava "compagno". Si presume che la fusione tra i lemmi "hill-folk" e "billie" sia avvenuta quando i cameroniani fuggirono sulle colline della Scozia meridionale. È anche diffusa la credenza secondo la quale la maggior parte dei coloni dalla Scozia e dall'Irlanda del Nord fossero seguaci di Guglielmo III d'Orange Nassau. Pertanto, dal momento che "Billy" è un diminutivo di "William" comune nelle isole britanniche, il termine "hillbilly" poteva identificare sia persone che vivono sulle colline, sia i sostenitori delle ideologie di re Guglielmo. Secondo una teoria non condivisa da tutti gli studiosi, durante la guerra guglielmita del Settecento, i sostenitori protestanti irlandesi di Guglielmo III d'Inghilterra (che era soprannominato "re Billy") venivano spesso chiamati "Billy's Boys", da cui il termine "hillbilly".

## Storia
Durante il diciottesimo secolo, i monti Appalachi furono occupati da coloni provenienti dall'Inghilterra, dalla pianura scozzese e dall'Ulster irlandese. I coloni dell'Ulster erano soprattutto protestanti emigrati in Irlanda durante la Plantation of Ulster avvenuta in Scozia e nell'Inghilterra settentrionale nel diciassettesimo secolo. Molti altri migrarono invece verso le colonie americane a partire dagli anni 1730, e furono soprannominati "scozzesi-irlandesi americani".
Nel suo From Ulster to America, Michael Montgomery sostiene che "nell'Ulster, negli ultimi anni, si è supposto che (la parola "hillbilly") sia stata coniata per riferirsi ai seguaci di re Guglielmo III prima di essere diffusa in America dai primi emigranti dell'Ulster, ma questa derivazione è quasi certamente errata... In America la parola 'hillbilly' è attestata per la prima volta solo nel 1898, il che suggerisce che sia avvenuto un successivo sviluppo indipendente".
Il termine "hillbilly" si diffuse in America dopo la guerra civile. In quel momento, il Paese si stava sviluppando in termini sociali e tecnologici, tranne la regione appalachiana, che non era ancora riuscita a mantenere il passo del progresso. Prima della guerra, gli Appalachi non erano molto diversi dalle altre aree rurali del paese. Dopo la guerra, invece, sebbene la frontiera americana si fosse allargata più a ovest, la sociologia della regione montuosa mantenne caratteri provinciali. Pertanto, le persone che risiedevano negli Appalachi iniziarono a essere considerate arretrate, incivili e ottuse. Lo stereotipo dell'hillbilly obsoleto e barbaro si radicò ulteriormente tra la fine del diciannovesimo e l'inizio del ventesimo secolo, anche grazie alle vicende accadute durante la faida Hatfield-McCoy.
Fra i primi documenti scritti pervenutici che riportano il termine "hillbilly" vi sono un articolo del Railroad Trainmen's Journal del luglio 1892, una fotografia del 1899, in cui uomini e donne della Virginia occidentale sono ritratti con la scritta "Camp Hillbilly" e un articolo del New York Journal del 1900 in cui si dà la seguentedefinizione: "un Hill-Billie è un cittadino bianco libero e senza ostacoli dell'Alabama che vive sulle colline, non sa comunicare, si veste come può, parla a vanvera, beve whisky quando vuole e spara un colpo di revolver quando meglio crede".
Lo stereotipo "classico" dell'hillbilly raggiunse la sua attuale caratterizzazione durante gli anni della Grande depressione del 1929. Fra gli anni trenta e cinquanta del Novecento, molte persone degli Appalachi emigrarono verso le città industriali del Midwest fra cui Chicago, Cleveland, Akron e Detroit. Questo fenomeno, noto come "Hillbilly Highway", portò delle comunità bianche e povere,  un tempo isolate, a stabilirsi nelle aree urbane degli Stati Uniti. In seguito a questi movimenti migratori, i montanari appalachiani divennero soggetti spesso citati e talvolta derisi nella cultura di massa del Midwest e diversi scrittori e registi dell'epoca dedicarono opere a personaggi storici come Davy Crockett e Daniel Boone, che presentano molti tratti correlabili allo stile di vita dell'hillbilly.
Lo stesso stereotipo ispirò la fortunata serie di strisce giornaliere Li'l Abner, del disegnatore Al Capp, pubblicate sui principali quotidiani statunitensi.